# Peter Günschel
Peter Günschel (* 7. Januar 1980 in Bernau bei Berlin) ist ein deutscher Basketballtrainer, der ab 2007 in der ersten und zweiten Basketball-Bundesliga tätig war.

## Karriere
Günschel wuchs in Brandenburg auf und begann seine Trainerlaufbahn im Alter von 18 Jahren in seiner Geburtsstadt beim SSV Lok Bernau. Nach dem Abitur ging er nach Leverkusen und war drei Jahre für den TSV Bayer 04 Leverkusen als Jugendtrainer tätig. Dazu studierte er ab 2001 an der Deutschen Sporthochschule in Köln. 2002 wechselte er nach Berlin zum TuS Lichterfelde, dem damaligen Partnerverein von Alba Berlin. Bei TusLi arbeitete er auch als Co-Trainer in der 2. Bundesliga und 1. Regionalliga unter anderem mit den späteren Nationalspielern Heiko Schaffartzik und Guido Grünheid. 2004 gewann er zusammen mit Konstantin Lwowsky die Deutsche U18-Meisterschaft, zur Mannschaft zählten spätere Bundesliga-Spieler wie Robert Kulawick und Achmadschah Zazai.
Im selben Jahr übernahm er das Traineramt beim Herren-Regionalligaaufsteiger AdW Berlin und sicherte zweimal hintereinander den Klassenerhalt. Im November 2006 ging Günschel an die University of Portland und arbeitete während der Saison als Gasttrainer bei den „Portland Pilots“ und in den Sommer-Camps 2007.
2007 wurde Günschel Co-Trainer unter John Patrick bei der BG Göttingen in der ersten Basketball-Bundesliga. Als Außenseiter sicherten sich die „Veilchen“ fünf Spieltage vor Ende durch einen 69:67-Erfolg in Bonn den Klassenerhalt. Im darauffolgenden Jahr galt Göttingen aufgrund des kleinen Etats wieder als Abstiegskandidat und sicherte sich nach einer guten Saison mit 25 Siegen (bei neun Niederlagen) den zweiten Platz hinter Alba Berlin. Zusätzlich übernahm Günschel während der Saison 2007/08 die U14-Mannschaft des Vereins und führte sie als Tabellenletzter noch zur Meisterschaft in Niedersachsen. In der Norddeutschen Meisterschaft schied die Mannschaft erst im Halbfinale gegen den späteren Deutschen Meister Alba Berlin aus.
2009 wechselte Günschel an die Seite von Cheftrainer Michael Koch zum deutschen Vizemeister nach Bonn. Mit den Telekom Baskets nahm er auch an internationalen Wettbewerben (Eurocup und Eurochallenge) teil und erreichte unter anderem das Pokalendspiel 2012. Im selben Jahr wechselte er nach Braunschweig zu den New Yorker Phantoms um den späteren NBA-Spieler Dennis Schröder. Aus persönlichen Gründen verließ er während der Saison Braunschweig wieder.
2013 debütierte Günschel als Cheftrainer in der 2. Bundesliga ProB. Zwei Jahre betreute er den RSV Eintracht Stahnsdorf und erreichte mit der Mannschaft 2014 zum ersten Mal in der Vereinsgeschichte das ProB-Viertelfinale. Ende März 2015 stellte der Verein Günschel frei, nachdem die Mannschaft in Abstiegsgefahr geraten war.
2015 übernahm er das „Farmteam“ von s.Oliver Würzburg in der ProB und arbeitete auch als Assistent von Doug Spradley in der Würzburger Bundesliga-Mannschaft, die als Aufsteiger die Play-offs erreichte. 2017 erreichte Würzburgs Mannschaft in der ProB unter Günschels Führung durch eine starke Rückrunde (7:4-Siege) und drei Siegen aus den letzten vier Spielen die Meisterrunde. In der ersten Play-off-Runde setzte sich die junge Würzburger Mannschaft mit 2:1-Siegen gegen die Artland Dragons, den Aufstiegsfavoriten aus Quakenbrück, durch. In der zweiten Runde erkämpfte sich die Mannschaft erneut ein Entscheidungsspiel, verlor dies allerdings bei den heimstarken ScanPlus Baskets Elchingen.
2014 wurde Günschel mit dem Berliner Preis für Sportwissenschaft ausgezeichnet. Für seine Diplomarbeit über Koordinationstraining in der Basketball-Bundesliga erhielt er die Höchstnote 1,0.
Nach seiner Würzburger Zeit arbeitete Günschel als Jugendtrainer bei Alba Berlin, wurde an der Humboldt-Universität zu Berlin als Hochschullehrer für Basketball und Sportspiele tätig. Im Sommer 2023 trat er bei der Herrenmannschaft der RedHawks Potsdam (2. Regionalliga) das Traineramt an.